# هارييت داغت
هارييت داغت (بالإنجليزية: Harriet Daggett)‏ هي محامية ومُدرسة أمريكية، ولدت في 5 أغسطس 1891، وتوفيت في 22 يوليو 1966.